# Sext Papini Al·liè
Sext Papini Al·liè (en llatí Sextus Papinius Allienus) va ser un magistrat romà del segle i.
Va ser nomenat cònsol l'any 36 juntament amb Quint Plauci. Plini el Vell diu que va ser la primera persona que va introduir les tuberes (una mena de pomes) a Itàlia, i també diu que el va poder veure quan era cònsol.
Un Sext Papini que es va suïcidar l'any 37 tirant-se d'un penyal per fugir de la luxúria de la seva mare, era probablement fill seu. Un altre Sext Papini, segurament també fill d'aquest, va ser executat per ordre de Calígula l'any 40 acusat de conspiració.